# دیترویت (تگزاس)
دیترویت، تگزاس(به انگلیسی: Detroit, Texas) شهری در ایالت تگزاس از ایالات جنوبی ایالات متحده آمریکا است. در سرشماری سال ۲۰۰۰، جمعیت این شهر ۷۷۶ نفر اعلام شد.